# اوزکان سیتینر
اوزکان سیتینر (انگلیسی: Ozkan Cetiner؛ زادهٔ ۲۵ نوامبر ۲۰۰۰) بازیکن فوتبال اهل فرانسه است.